# Dombezirk (Bremen)

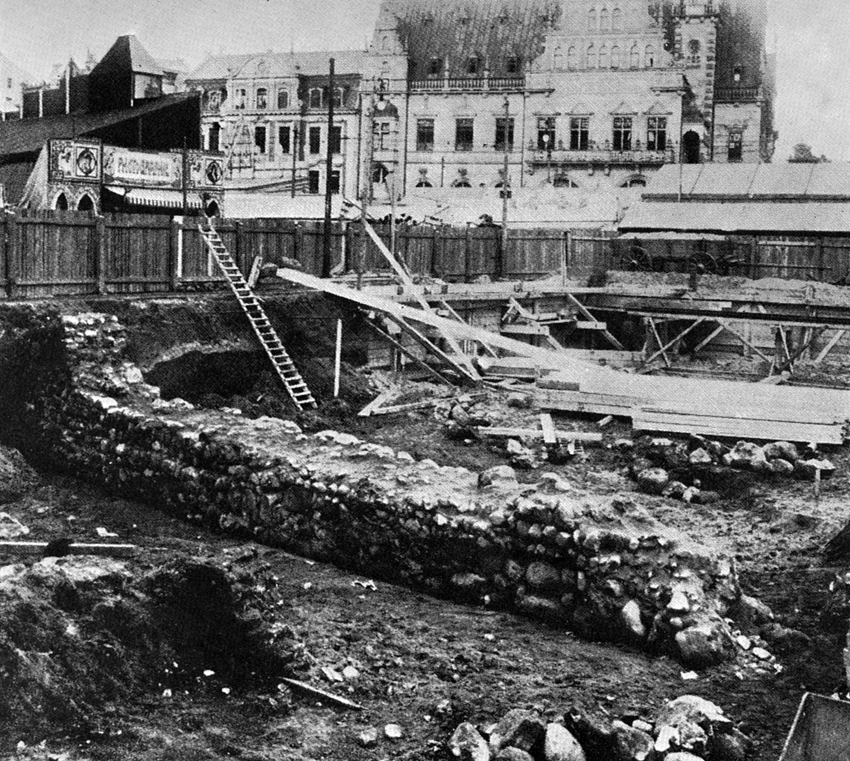
Reste der Mauer der Domburg, entdeckt am Domshof beim Abriss des Stadthauses im Jahr 1909

Der Dombezirk in Bremen (auch als Domimmunität oder Domfreiheit bezeichnet) war ein Bereich der Altstadt, der seit der Entstehung des Bistums Bremen den Dom sowie umliegende Gebäude und bischöfliche Einrichtungen umfasste und über die Jahrhunderte als „Enklave“ eine besondere hoheitliche und rechtliche Stellung in der Stadt hatte, bis er 1803 vollständig unter bremische Verwaltung kam.

## Die Domburg

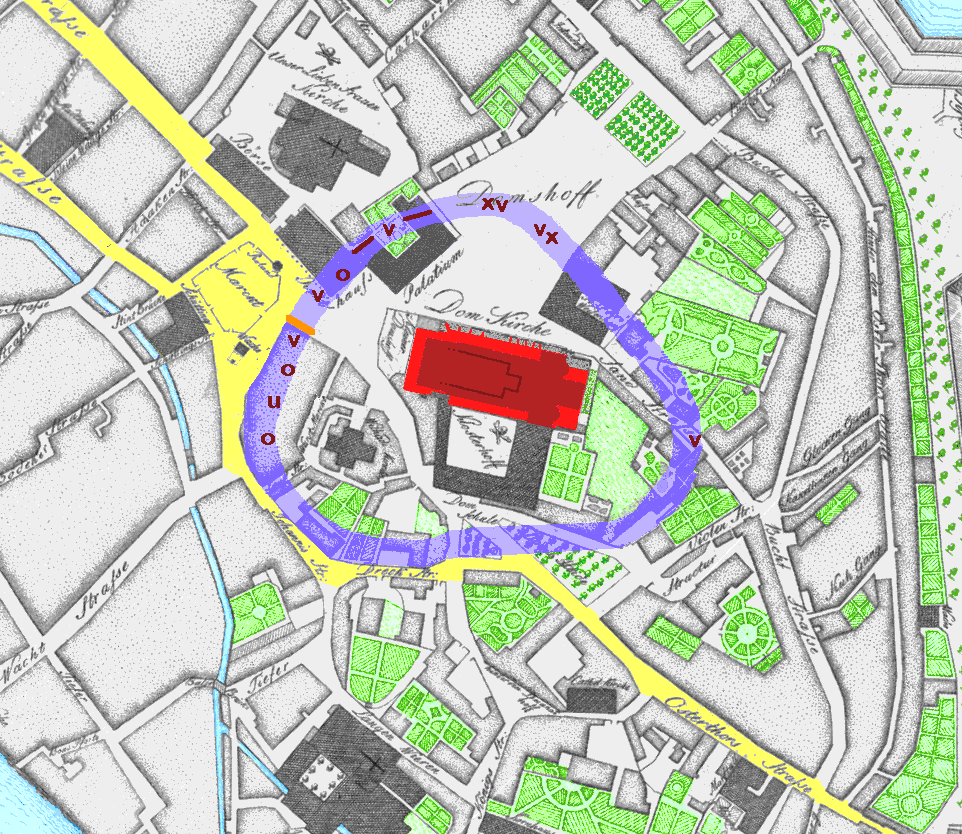
Lokalisation von Befestigungsringen der Bremer Domburg im 10./11. Jahrhundert,
eingetragen in eine Bearbeitung des Murtfeldt-Plans von 1796:
lila = vermuteter Grabenverlauf
gelb = für das 11. Jh. anzunehmende Straße
orange = Plattenpflaster aus dem 11. Jahrhundert
— = Ringmauer im Verlauf nachgewiesen
x = Ringmauer lokalisiert
o = Mauer(reste) erwähnt
v = Graben lokalisiert oder im Verlauf nachgewiesen
u = Graben indirekt erwähnt
leuchtend rot = Dom seit 1502/22
dunkelrot = Dom seit 1041/1072
dunkle Kontur = Dom um 1000

Die Anfänge des Dombezirks gehen auf die Gründung des Bistums und den Bau des ersten Bremer Doms durch Willehad im Jahr 789 zurück. Zunächst unterstand der karolingische Siedlungskern des Ortes auf der Bremer Düne und am Ufer des Weserarms Balge kaiserlicher Hoheit, ab dem 10. Jahrhundert dann erzbischöflicher Hoheit. Über Beschaffenheit und Umfang einer sicher vorauszusetzenden karolingischen Befestigung wissen wir nichts Konkretes. Adam von Bremen nennt dann mehrere Befestigungsunternehmungen der Erzbischöfe um etwa 1000 und 1020.

### Struktur
Ausgrabungen haben erkennen lassen, dass die Anlagen bis ins erste Drittel des 11. Jahrhunderts die Form eines Spitzgrabens hatten, zu dem Erdwälle und hölzerne Palisaden gehört haben dürften. In mehreren Bereichen wurden zwei Spitzgräben gefunden, wobei unklar ist, ob sie zu verschiedenen Zeiten oder als doppelter Grabenring angelegt wurden. Man vermutet einen einzigen Zugang zur Marktsiedlung hin. Die Ausstattung der Domburg mit einer Steinmauer begann erst Erzbischof Hermann kurz vor seinem Tode (1035). Die Gräben wurden zugeschüttet und in ihnen die Fundamente eines Mauerrings angelegt. 
Adam von Bremen berichtete darüber: «Deinde murum civitatis ab Herimanno decessore orsum in giro construens in aliquis eum locis usque ad propugnacula erexit, alias Quinque aut VII cubitorum altitudine semiperfectum dimisit. Cui ab occasu contra forum porta grandis inhaesit superqua portam firmissima turris, opere italico munita et septem ornata cameris ad diversam oppido necessitatem.»
„Errichtete die von seinem Vorgänger Hermann angefangene Mauer im Kreis an einigen Orten bis an die Schanzen, ließ sie an anderen in fünf oder 7 Ellen Höhe halbfertig stehen. Bei dieser Gelegenheit fügte er ein großes Tor gegen den Markt ein, und auf dem Tor einen sehr starken Turm, in italinenischer Arbeit befestigt und mit sieben Kammern für verschiedene Notwendigkeiten der Stadt ausgestattet.“ Wenn der Turm sieben Funktionsräume enthielt, ist fraglich, ob er sieben Etagen hoch war (was oft angenommen wird).
Unter Erzbischof Adalbert I. wurden der Torturm und große Teile der Steinmauer wenige Jahre später jedoch bereits wieder abgetragen, um die Steine für den Wiederaufbau des 1041 abgebrannten Doms zu nutzen. Zumindest die Fundamente blieben aber erhalten. Teile wurden später weiter genutzt, wie bei der Maria-Magdalenen-Kapelle des Palatiums oder mühsam entfernt wie beim Bau des gotischen Rathauses.

### Lokalisation
Der mit seinen Spuren aus verschiedenen Phasen etwa 12 m breite Befestigungsring um den Dom und Wohn- und Wirtschaftsgebäude des bischöflichen Umfeldes verlief (projiziert auf den heutigen Stadtplan) etwa wie folgt: Außenrand an der dritten Rathausarkade von rechts – Inneres des Neuen Rathauses – westliches Drittel des Domshofs – Inneres der Bremer Bank – Sandstraße beim Haus Vorwärts – quer über die Domsheide – entlang der Marktstraße – auf dem Markt von der Westecke der Bürgerschaft mit zunehmendem Abstand von dessen Fassade – etwa 12 m westlich der Nordecke der Bürgerschaft. Der letztgenannte Abschnitt war vom 11. bis ins 19. Jahrhundert der Ostrand des Marktplatzes, nach Zuschüttung des Burggrabens entstand hier die Baulinie einer Häuserzeile des sogenannten Willehadiblocks. Aus diesen frühesten Zeiten des Dombezirks sind (neben archäologischen Funden) nur einige wenige in das 11. Jahrhundert zurückreichende Teile des Doms erhalten. Quer zur Ringmauer stehende Mauerreste unter dem gotischen Palatium nordöstlich des Rathauses und unter dem Balleerschen Haus vor der Marktplatzseite des Bürgerschaftsgebäudes wurden zeitweise als Reste des Torturms gedeutet, was aber angesichts der im Jahr 2002 gefundenen Reste des Torwegs mehr als zweifelhaft ist. Dieser muss nach Zuschüttung des Grabens angelegt worden sein, war mit Steinplatten gepflastert und lag vor der späteren Nordwand des Balleerhauses. Aus dieser Lage geht nebenbei hervor, dass in Adam von Bremens Beschreibung mit „forum“ der heutige Marktplatz gemeint ist.

## Der Dombezirk im Mittelalter
Nach dem Abriss der Mauer der Domburg war der Dombezirk baulich nicht mehr vom Rest der Siedlung abgegrenzt. Ab 1229 war er – gemeinsam mit dem Großteil der Bremer Altstadt – von der neuerrichteten Stadtmauer umschlossen. Über die sogenannte „Bischofsnadel“, ein kleines Tor in der östlichen Stadtmauer, hatten die Bischöfe jedoch bis 1522 einen eigenen, ihnen vorbehaltenen Ausgang aus der Stadt.
Mit der Herausbildung einer Bürgerschaft (in Abgrenzung zu den kirchlichen Amtsträgern und Untertanen) ab dem 11. Jahrhundert und der Entstehung eines Bremer Stadtrechts kam es nach und nach zu einer Trennung von erzbischöflicher und städtischer Einflusssphäre. Gegenüber der vom Bremer Rat regierten Stadt mit ihren Besitzungen grenzten sich der Dombezirk und die erzbischöflichen Territorien außerhalb der Stadt als Bereiche mit eigenem Recht und eigener Gerichtsbarkeit ab, die der kirchlichen Verwaltung unterstellt waren.

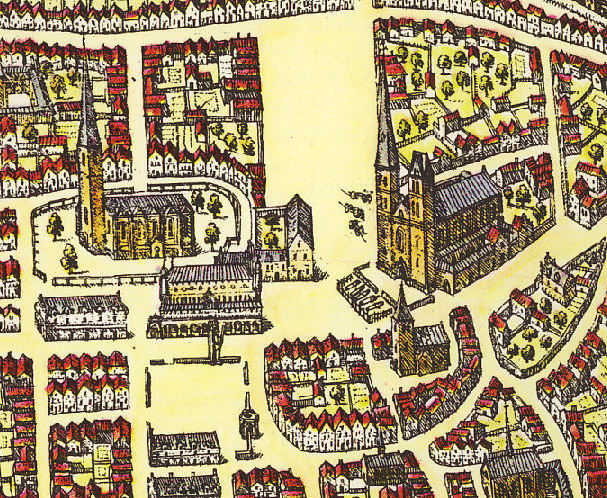
Der Dom und Umgebung im 16. Jahrhundert

Der Dombezirk umfasste dabei neben dem Dom mit seinen unmittelbaren Nebengebäuden Teile des Domshofs, das Wilhadiquartier, die Domsheide, die Sandstraße, die Buchtstraße, Teile des Walls, der Ostertorstraße und der Süsterstraße. In ihm lagen neben dem Dom das Palatium (der Sitz des Erzbischofs), die Wilhadikapelle (die Pfarrkirche der Domgemeinde), Domschule und Athenaeum und verschiedene Domkurien (Wohn- und Wirtschaftsgebäude des Domkapitels). Allerdings waren die Besitzverhältnisse teilweise recht komplex – so gehörten einzelne Grundstücke abseits des Gebietes ebenfalls zum Dombezirk, während es z. B. direkt am Domshof auch bürgerliche Häuser gab. Die Bebauung des Bereichs blieb bis Ende des 18. Jahrhunderts – im Unterschied zum Rest der Altstadt – eher locker, hier gab es zahlreiche Gärten und freie Grundstücke.
Zwischen Erzbischof und Rat kam es immer wieder zum Streit um verschiedene Rechte und Kompetenzen das Gebiet betreffend. Insbesondere der Domshof an der Grenze zwischen städtischen und erzbischöflichen Gebiet war mehrfach Gegenstand von Auseinandersetzungen, so 1592, als die Stadt hier große Mengen Material zum Ausbau der Befestigungen lagern ließ, oder 1636, als der Rat vor dem Palatium zwei Pranger aufstellte.

## Nach dem Dreißigjährigen Krieg

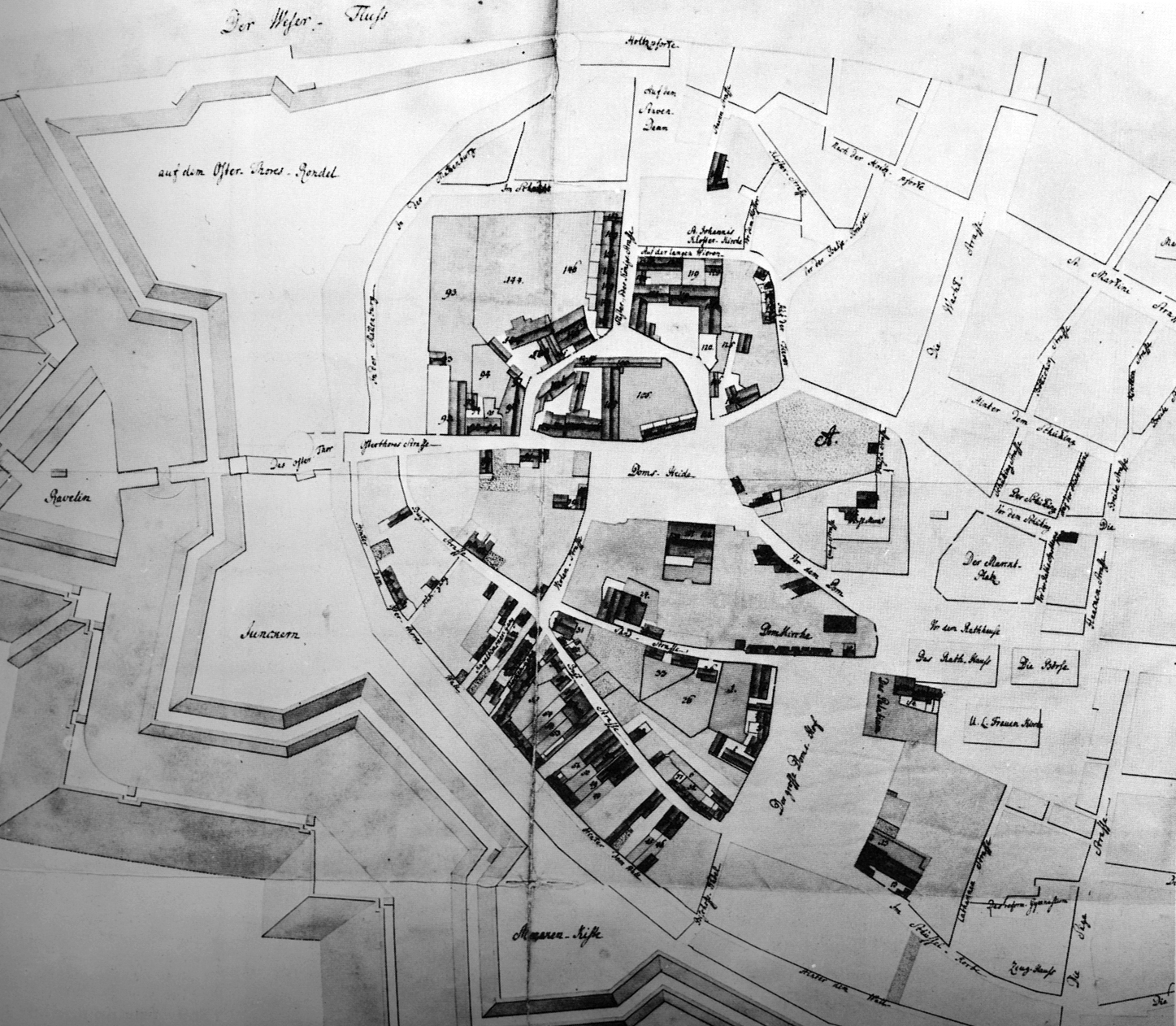
Karte der hannoverschen Besitzungen in Bremen aus dem Jahr 1750

Von dem seit 1567 (Wahl Heinrichs von Sachsen-Lauenburg) lutherischen Erzbistum Bremen wurde der Dom 1638 wieder für öffentliche Gottesdienste geöffnet, während sich der Rat und die städtischen Gemeinden seit 1581 dem reformierten (calvinistischen) Bekenntnis zugewandt hatten. In der Folge des Dreißigjährigen Krieges fiel die Hoheit über das säkularisierte Gebiet des Erzstifts Bremen (des ehemaligen Bremer Bistums), zu dem auch der Dombezirk gehörte, als Herzogtum Bremen an das Königreich Schweden, das hier fortan finanzielle und rechtliche Ansprüche geltend machen konnte. Der Dom war somit in zweifacher Hinsicht eine Enklave in der Stadt: als lutherische Gemeinde im reformierten Umfeld und als schwedische Besitzung auf bremischem Gebiet. Daran änderten auch der Erste Bremisch-Schwedische Krieg (1654) und der Zweite Bremisch-Schwedische Krieg (1666) nichts, nach deren Beilegung der bestehende rechtliche Status quo festgeschrieben wurde. Auf Grund dieser unpräzisen Regelung gab es auch von schwedischer Seite mehrfach Beschwerden über die Nutzung des Domshofs durch den Rat, der das Areal als Exerzierplatz für die Bürgerkompanien nutzte und hier Wachen aufstellen ließ. Die Vorwürfe wurden jedoch stets mit dem Verweis darauf, dass es sich um loca publica civitatis (‚öffentliches städtisches Gebiet‘) handelt, zurückgewiesen.
Die schwedische Krone, die den Verwaltungssitz des neugeschaffenen Herzogtums Bremen-Verden in Stade einrichtete, nutzte ihren Besitz in Bremen vor allem als Einnahmequelle. So ließ Karl XI. die Besitztümer im Dombezirk in Strukturgüter (kirchlichen Besitz) und Intendanturgüter (königlichen Besitz) trennen und die Einnahmen entsprechend aufteilen. Nach kurzen Unterbrechungen durch dänische Hoheit (1676–1679 und 1712–1715) kam das Gebiet 1715 an Kurhannover. Zu jener Zeit waren bereits zahlreiche Gebäude des Dombezirks baufällig, da kaum Investitionen getätigt worden waren. Erst Ende des 18. Jahrhunderts verbesserte sich der Zustand des Areals durch die Sanierung und Neuerrichtung verschiedener Gebäude. Einer der letzten Verwalter der hannoverschen Besitzungen in Bremen war Adolph Freiherr Knigge (von 1790 bis 1796). 1794 fertigte G. H. Buchholz mit dem Plan von den Häusern, welche Kurhannover in der Freien Stadt Bremen besitzt eine sehr detaillierte Karte der hannoverschen Besitzungen in Bremen.

## Bremische Hoheit
Mit dem Reichsdeputationshauptschluss erhielt Bremen 1803 schließlich die ungeteilte Hoheit über die Besitzungen im Dombezirk, was einen erheblichen finanziellen Zugewinn für die Stadt bedeutete. 160 Gebäude des Gebiets wurden verkauft, die restlichen zirka 45 nach längerem Streit zwischen Rat und Domgemeinde aufgeteilt. In der Folge wurden zahlreiche Grundstücke des Gebietes neu bebaut. So wurde die ehemalige Bischofsresidenz, das Palatium, in direkter Nachbarschaft zum Rathaus 1818/19 durch das Stadthaus als neuem Sitz für Behörden und Postämter und als Hauptquartier der Stadtwache ersetzt.